# Sergio Mariotti
Sergio Mariotti (Firenze, 10 agosto 1946) è uno scacchista italiano, il primo italiano ad aver ottenuto il titolo di Grande Maestro Internazionale.

## Biografia
Mariotti ottenne la qualifica di candidato maestro nel 1963 al torneo di Imperia e il titolo di Maestro nel torneo della Spezia del 1969. Nello stesso anno arrivò quarto al torneo internazionale di Praia da Rocha ottenendo il titolo di Maestro Internazionale. Con un secondo posto al torneo di Venezia del 1971 ebbe la prima norma per il titolo di Grande Maestro; alle Olimpiadi di Nizza del 1974 ottenne la medaglia di bronzo individuale fra le prime scacchiere e, con essa, la norma definitiva per il titolo di Grande Maestro, diventando così il primo italiano a potersene fregiare a partire dal 1950, cioè dall'istituzione ufficiale del titolo stesso. 
Nel 1963 vinse a San Benedetto del Tronto i quarti di finale del Campionato Italiano; nel 1964 fu Campione Italiano dei Giovani a Torino; vinse due volte il Campionato Italiano Assoluto, nel 1969 e nel 1971, in entrambi i casi a San Benedetto del Tronto. In 9 occasioni fece parte della squadra vincitrice del Campionato Italiano a squadre, quasi sempre in prima scacchiera: nel 1973 a Tivoli con l'Accademia Romana, poi 5 volte con la squadra del Banco di Roma (Milano 1974, Venezia 1976, Castelvecchio Pascoli 1977, San Marino 1979, Venezia 1983), con l'ARS Roma nel 1989, con l'Averno Napoli nel 1996, infine nel 1998 con la Surya Montecatini (in questa occasione giocò in terza scacchiera). 
Giocò quattro Olimpiadi con la squadra Italiana, a Skopje nel 1972, la già citata edizione di Nizza 1974, a Dubai nel 1986 e a Salonicco nel 1988. Giocò nella squadra Italiana anche nel torneo a squadre di Alassio 1970 e nel Campionato CEE del 1975. 
Partecipò a numerosi campionati italiani a squadre, vincendo il titolo molte volte, di cui l'ultima con il Montecatini Surya nel 1998.
Oltre al citato torneo 1969 a Praia da Rocha, giocò anche gli zonali del 1975 a Caorle (vincendolo dopo un match di spareggio col portoghese Durão), del 1978 ancora a Praia da Rocha, del 1981 a Budua, del 1987 ad Andorra. La vittoria del 1975 gli valse la partecipazione al Torneo Interzonale di Manila del 1976, unico italiano nella storia finché questi tornei rimasero parte del ciclo di Campionato del Mondo; si classificò 10º-13º su 20 partecipanti, con ottime patte con giocatori del livello di Mecking, Paluhaeŭski e Spasskij.
Durante la sua carriera di giocatore "attivo", vinse numerosi tornei internazionali e festival, sia in Italia (Napoli 1968, La Spezia 1969, Reggio Emilia 1969, San Benedetto del Tronto 1970, Bari 1971, Imperia 1973, Fanano 1973, un torneo a inviti e un open a Roma 1973, Castelvecchio Pascoli 1974, i tornei l'Alfiere a Roma nel 1975 e nel 1977, Marina Romea 1976, Rovigo 1976, i tornei Usotempo a Roma 1976 e 1977, Bagni di Lucca 1978 e 1979, il Festival Giornalai a Roma 1981, la Coppa Italia individuale del 1982) che all'estero (Islington Junior Open 1970, Rilton Cup a Stoccolma 1976/77, Open di Lugano 1979). 
Partecipò anche a fortissimi tornei internazionali con i migliori giocatori del mondo, come Portorose 1975, Milano 1975, Leningrado 1977. In tutte e tre le occasioni al torneo partecipava il Campione del Mondo in carica Anatolij Karpov e Mariotti riuscì a strappargli una patta giocando col nero al torneo di Milano. Tuttavia, sia a Milano che a Leningrado giunse ultimo, anche se a Leningrado nel torneo lampo di contorno dominato da Michail Tal', giunse 3º su 15 davanti a molti specialisti sovietici del gioco rapido. 
In quegli anni in Italia era oggettivamente difficile intraprendere una carriera esclusiva da scacchista professionista, così Mariotti, per motivi di lavoro, diminuì la partecipazione ai tornei e il suo gioco perse lo smalto dei tempi migliori (nel 1974 la rivista inglese British Chess Magazine lo aveva soprannominato The Italian fury). Riuscì ancora ad ottenere qualche successo prestigioso, ad esempio riportando la vittoria nell'edizione 1986 del torneo San Giorgio su Legnano scacchi. 
Ritiratosi dall'attività agonistica, diede ancora il suo contributo nell'organizzazione del mondo scacchistico italiano: dal 1994 al 1996 fu infatti presidente della Federazione Scacchistica Italiana. 
Dal 2005 al marzo del 2009 è stato membro del consiglio direttivo federale e ha ricoperto la carica di Commissario tecnico della squadra azzurra, non disdegnando di tanto in tanto il gioco attivo: nel 2005 ha infatti vinto con un distacco di mezzo punto l'importante torneo semilampo "Città di Rocca di Papa" davanti, tra i molti altri, all'allora campione italiano Michele Godena.
Più recentemente ha rappresentato ancora l'Italia ai Campionati Europei Seniores a squadre di Salonicco 2011, Rogaška Slatina 2012, Dresda 2013, Calcidica 2016 e Novi Sad 2017, vincendo infine a Wałbrzych nell'aprile 2018.
Ha raggiunto il proprio record Elo FIDE nel gennaio 1980 con 2500 punti.

## Opere
- Primi passi negli scacchi, collaborazione di Domenico Malan, Torino, Società editrice internazionale, 1977.
- Manuale degli scacchi. Dalle basi all'agonismo, Roma, Newton Compton, 1981, ISBN 9788881833054.
- Karpov-Kasparov. La seconda sfida, Roma, Prisma, 1986.
- Kasparov-Karpov 3. Londra-Leningrado, con Adolivio Capece, Roma, Prisma, 1986.
- Kasparov-Karpov 4. La sfida di Siviglia, con Pierluigi Passerotti, Roma, Prisma, 1988.

### Curatele
- David Levy, Il gioco di Karpov. 60 partite a cura di Sergio Mariotti, Torino, Società editrice internazionale, 1978.
- Aleksaner Kotov, Pensa come un grande maestro, Roma, Prisma, 1983.
- Aleksandr Kotov, Gioca come un grande maestro, Roma, Prisma, 1983.
- Aleksandr Kotov, Allenati come un grande maestro, Roma, Prisma, 1983.
- Garri Kasparov, Le mie partite, Roma, Prisma, 1984.